# Gustav Fabergé

Gustav Fabergé (1814-1893) fue un joyero ruso y padre del famoso Peter Carl Fabergé, creador de los huevos Fabergé. Estableció su propio negocio en San Petersburgo, que su hijo heredó.

## Vida y carrera
Fabergé, un alemán del Báltico, nació en la ciudad de Pernau (ahora Pärnu) en Livonia (actual Estonia). Su padre, el artesano Pierre Favry (más tarde Fabrier) se trasladó a la provincia báltica de Livonia, entonces parte del Imperio Ruso. Pierre se había trasladado allí en 1800 desde la ciudad alemana de Schwedt. Su familia era hugonote, originaria de Picardía y establecida en Alemania, después de haber huido de la persecución religiosa en Francia a finales del siglo XVII después de la revocación del Edicto de Nantes.
En 1842 Gustav abrió la empresa Casa joyería de Fabergé en San Petersburgo y se casó con Charlotte Jungshtedt, la hija de un artista danés. Peter Carl Fabergé fue educado inicialmente en San Petersburgo. En 1860, Gustav Fabergé, junto con su esposa y su hijo se retiró a Dresde, dejando el negocio en manos de gerentes capaces y confiables. Peter Carl continuó su educación en Dresde. Un segundo hijo, Agatón, nació a la pareja dos años más tarde.
En 1864 Peter Carl Fabergé se embarcó en una gran gira por Europa. Recibió clases de respetados orfebres en Alemania, Francia e Inglaterra, asistió a un curso en la Universidad Comercial de Schloss en París y pudo ver los objetos en las galerías de los museos más importantes de Europa. Regresó a San Petersburgo y se casó con Augusta Julia Jacobs. Durante los siguientes 10 años, el maestro joyero de confianza de su padre Hiskias Pendin actuó como su mentor y tutor. Tras la muerte de Pendin en 1882 Peter Carl se hizo cargo del negocio y se unió a su hermano Agatón.